# Heiligste Dreifaltigkeit (Niederraunau)

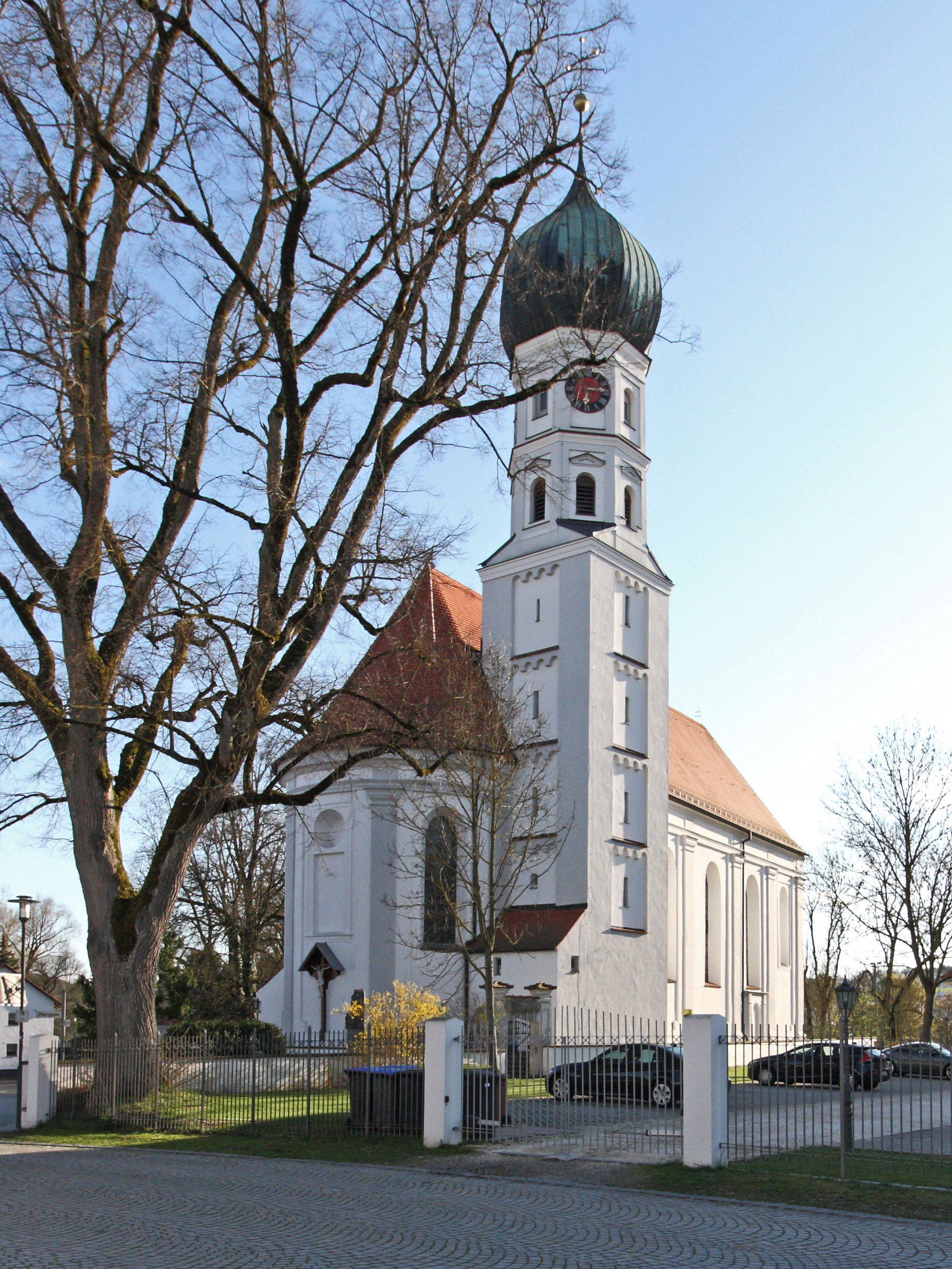
Heiligste Dreifaltigkeit in Niederraunau

Die römisch-katholische Pfarrkirche Heiligste Dreifaltigkeit steht in Niederraunau, einem Stadtteil von Krumbach im schwäbischen Landkreis Günzburg. Sie ist in der Liste der Baudenkmäler in Krumbach (Schwaben) als Baudenkmal unter der Nr. D-7-74-150-59 eingetragen. Die Pfarrei gehört zum Dekanat Günzburg des Bistums Augsburg.

## Beschreibung
Die unter einem Freyberg 1627/28 anstelle eines Vorgängerbaus errichtete Saalkirche besteht aus einem Langhaus, einem eingezogenen, halbrund geschlossenen, aus der Längsachse nach Süden verschobenen Chor im Osten und einem spätgotischen Chorflankenturm mit Zwiebelhaube an der Nordwand des Chors, der 1617 um zwei achteckige Geschosse aufgestockt wurde. Im unteren Geschoss steht der Glockenstuhl, im oberen ist die Turmuhr eingebaut. 
Der Innenraum des Langhauses ist mit einem Stichkappengewölbe überspannt, der des Chors mit einem Kreuzgratgewölbe. In Nischen im Innenraum des Langhauses befinden sich ein Taufbecken und ein Weihwasserbecken aus Marmor, 1621 gestiftet von Marquard von Freyberg.